# Peter Cramer (Geologe)
Peter Cramer (* 25. November 1910 in Berlin-Friedenau; † 15. September 2003) war ein deutscher Geologe.

## Familie
Peter Cramer war der Sohn des Regierungsgeologen bei der Preußischen Geologischen Landesanstalt (PGLA) Rudolf Cramer. 1939 heiratete er in Hannover Eva Maria Finger, mit der er einen Sohn hatte. Mit ihr wohnte er in Bad Wiessee.

## Leben
Er studierte ab 1930 Geologie in Berlin und Innsbruck (bei Bruno Sander) und wurde 1937 bei Hans Stille in Berlin promoviert über Stratigraphie und Tektonik im Süden und Osten der Rhön. Danach kartierte er für die PGLA in der Lüneburger Heide und wirkte als Gutachter, ab 1937 war er Assistent von Alfred Bentz an der TH Hannover. Bei Bentz spezialisierte er sich auf Erdölgeologie, war 1938 bei der Preussag in Hannover (und legte bei der PGLA die 1. Staatsprüfung als Geologe ab, 1941 die 2. Staatsprüfung) und ab 1939 unter Bentz beim Reichsamt für Bodenforschung. Im Krieg war er Erdölgeologe unter anderem in Rumänien, wo er mit Karl Krejci-Graf zusammenarbeitete. Ab 1945 war er am Amt für Bodenforschung in Hannover und ab 1947/48 beim Bayerischen Geologischen Landesamt. 1970 wurde er Regierungsdirektor und 1975 ging er in Pension.
Er kartierte in Nordwestbayern (Iphofen, Frammersbach, Schweinfurt) und um Regensburg (Regenstauf, sowie Regensburg selbst mit W. Bauberger, H. Tillmann 1966) und war für Veröffentlichungen des Landesamts zuständig und für Grundlagenforschung. In den Erläuterungen zur Geologischen Karte von Bayern 1:500.000 von 1954 schrieb er die Abschnitte Perm in Nordwestbayern, Buntsandstein, Muschelkalk, Tertiär in Nordwestbayern außerhalb der Rhön, Tektonik.
Er schrieb ein Buch über die Geschichte des Tegernseer Tales (Selbstverlag, Bad Wiessee, 1991).

## Kartographische Veröffentlichungen
- Geologische Karte von Bayern, 1:25000 Blatt Nr. 6227 Iphofen, Bayerisches Geologisches Landesamt, München 1963

## Schriften
- Erläuterungen zur Geologischen Karte von Bayern, 1:25000 Blatt Nr. 6227 Iphofen, 132 S., 14 Abb., 1 Beilage, Bayerisches Geologisches Landesamt, München 1964